# Psychrometer

Aspirationspsychrometer nach Aßmann

Ein Psychrometer (von griechisch psychrós – frostig, kühl, kalt), auch Aspirationshygrometer oder Aspirationspsychrometer, ist ein meteorologisches Messgerät zur Bestimmung der Feuchtkugeltemperatur bzw., indirekt, der Luftfeuchtigkeit.

## Physikalische Grundlagen
An der Oberfläche eines Volumens flüssigen Wassers treten stets Wassermoleküle aus dem Flüssigkeitsverbund in die umgebende Luft über, indem sie verdunsten. Die dafür aufzuwendende Energie (Latentwärme, Verdampfungsenthalpie) wird dem thermischen Energieinhalt der Wasseroberfläche entnommen, welche deshalb abkühlt (Verdunstungskühlung). Andererseits treffen stets Wassermoleküle aus der Luft auf die Wasseroberfläche und kondensieren dort, wobei die vorher zur Verdunstung jedes Moleküls aufgewendete Verdampfungsenthalpie wieder frei wird und die Wasseroberfläche erwärmt (Kondensationsenthalpie). Es hängt von der Kondensationsrate und damit von der Dichte der Wassermoleküle in der Luft ab, in welchem Ausmaß die Verdunstungskälte durch die Kondensationsenthalpie kompensiert wird. Die Unterkühlung einer verdunstenden Wasseroberfläche unter die Lufttemperatur ist daher ein Maß für die Luftfeuchtigkeit.

## Funktionsprinzip

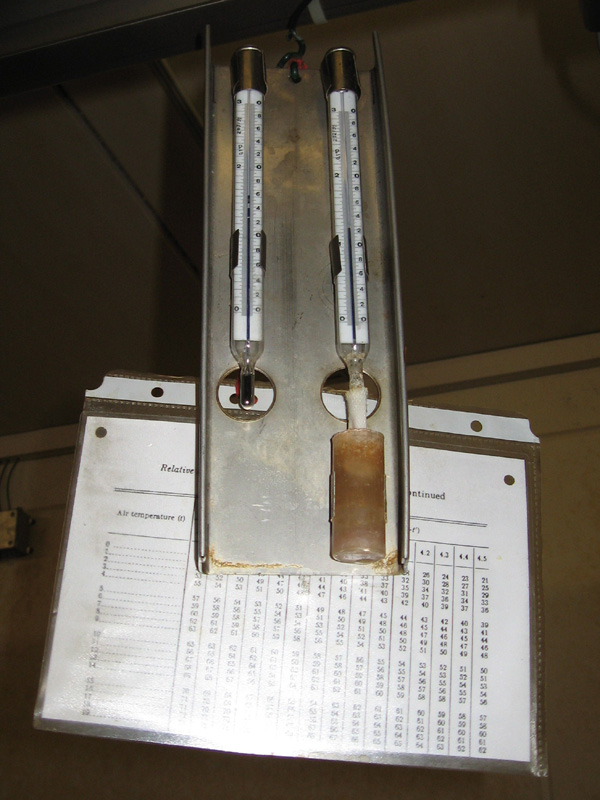
Psychrometer mit Ablesetafel

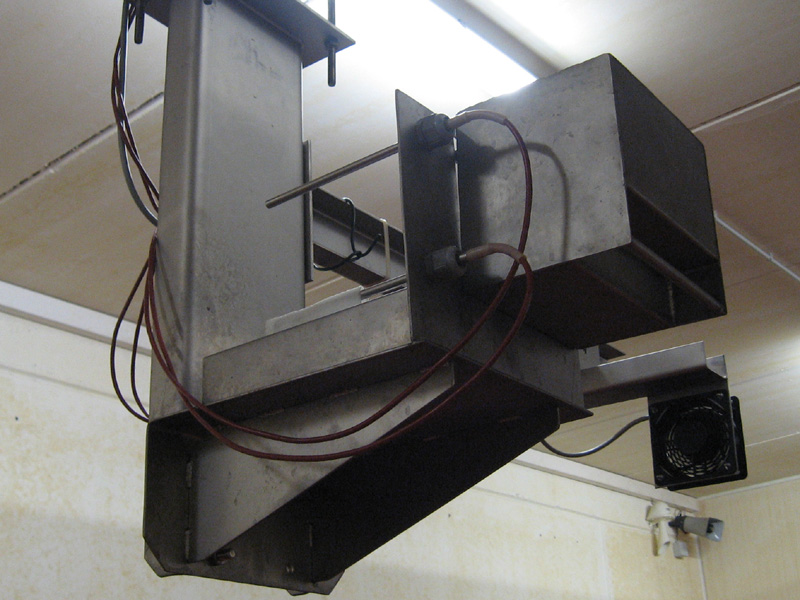
Psychrometer-Kombination aus zwei Temperatursensoren

Das Psychrometer besteht aus zwei Thermometern, von denen eines, das Feuchtthermometer, in ein feuchtes Material gehüllt ist, zum Beispiel mit Wasser befeuchtetes Baumwollgewebe. Je trockener die Luft ist, desto schneller verdunstet die Flüssigkeit, desto mehr Verdunstungskälte wird hervorgerufen und desto größer ist die Temperaturdifferenz zwischen den beiden Thermometern. Aus der Temperaturdifferenz kann man mit Hilfe von Psychrometerformeln oder -tafeln die relative Luftfeuchtigkeit sowie weitere Parameter ermitteln. Das psychrometrische Messprinzip ist eines der genauesten und wird deshalb in Wetterstationen, wo es auf genaue Messungen ankommt, oder in Referenzgeräten verwendet. Voraussetzung für eine genaue Messung ist, dass das Feuchtthermometer ständig ausreichend von Luft umströmt wird, damit die Verdunstung nicht durch den bereits entstandenen Wasserdampf behindert wird.

Aus der beobachteten Psychrometerdifferenz {\displaystyle \vartheta _{L}-\vartheta _{f}} lässt sich der Dampfdruck e der Luft in guter Näherung nach der folgenden Psychrometerformel, oder auch Sprung’schen Formel, berechnen:
{\displaystyle e=E_{f}-\gamma (\vartheta _{L}-\vartheta _{f})}
Dabei bezeichnen:
- {\displaystyle e\,} den Wasserdampfpartialdruck der Umgebungsluft
- {\displaystyle E_{f}\,} den Sättigungsdampfdruck bei der Temperatur der feuchten Oberfläche
- {\displaystyle \vartheta _{L}\,} die Lufttemperatur
- {\displaystyle \vartheta _{f}\,} die Temperatur der feuchten Oberfläche (Feuchttemperatur)
- {\displaystyle \gamma \,} die Psychrometer-Konstante: {\displaystyle \textstyle \gamma ={\frac {pc_{P}}{\mu \lambda }}}
  - mit dem aktuellen Luftdruck {\displaystyle p}
  - der spezifischen Wärmekapazität der Luft {\displaystyle c_{P}}
  - dem Molmassenverhältnis von Wasser und Luft {\displaystyle \mu \approx 0{,}622} und
  - der Verdampfungsenthalpie von Wasser {\displaystyle \lambda }.

In Höhen bis 500 m kann {\displaystyle \gamma \approx 0{,}666} verwendet werden. Für andere Stoffe als Luft ergibt sich:
{\displaystyle \gamma _{\text{Wasser}}\,=\,6{,}53\cdot 10^{-4}\cdot (1+0{,}000944\,\vartheta _{f})\,p\,} am feuchten Thermometer auf bzw. an Wasser
{\displaystyle \gamma _{\text{Eis}}\,=\,5{,}75\cdot 10^{-4}\,p\,}  am feuchten Thermometer auf Eis
Die genannten Psychrometerkonstanten gelten nur für das künstlich ventilierte Aspirationspsychrometer nach Aßmann.
Eine ausführliche Darstellung und weitere Formeln zur Berechnung des Wasserdampfdruckes und der relativen Luftfeuchte sind unter anderem im WMO CIMO Guide 8, Edition 2014, im Kapitel 4 zu finden.
Für die Herleitung dieser Formel wird angenommen, im Gleichgewichtszustand stelle sich die Temperatur {\displaystyle \vartheta _{f}} so ein, dass der durch die Dampfdruckdifferenz {\displaystyle e-E_{f}(\vartheta _{f})} verursachte Dampfdiffusionsstrom beim Verdunsten gerade die Verdampfungsenthalpie verbraucht, die der durch die Temperaturdifferenz {\displaystyle \vartheta _{L}-\vartheta _{f}} verursachte Wärmestrom von der Luft an das feuchte Thermometer nachliefert.
Geringfügige Abhängigkeiten der Verdampfungsenthalpie und der spezifischen Wärmekapazität der Luft von Temperatur und Feuchte wurden dabei ignoriert. Der Wärmestrom durch den Thermometerhals und die langwellige Wärmeeinstrahlung wurden wegen ihrer Geringfügigkeit ebenfalls vernachlässigt. Bei Bedarf können sie über Korrekturfaktoren berücksichtigt werden.
Die Psychrometerformel wurde erstmals von Adolf Sprung aufgestellt (1888). In den daraus abgeleiteten Tabellen oder graphischen Psychrometertafeln kann die relative Luftfeuchtigkeit einfach abgelesen werden.

## Ausführungstypen
Voraussetzung für eine korrekte Luftfeuchtemessung ist, dass die Verdunstung in die zu untersuchende Luft hinein erfolgt, nicht in die vom Psychrometer selbst durch Verdunstung befeuchtete Luft. Es ist daher sicherzustellen, dass stets in ausreichendem Maße frische Luft zugeführt wird. Dies ist der Fall, wenn die Ventilationsgeschwindigkeit mindestens 2 m/s, nach Möglichkeit mehr, beträgt.

### Aspirationspsychrometer
Das Aspirationspsychrometer nach Richard Aßmann ist zu diesem Zweck mit einem eigenen Ventilator (Aspirator) ausgestattet. Es erreicht bei korrekter Anwendung eine Messgenauigkeit von ±0,5 bis 1 %. Es kommt den für die Herleitung der Psychrometerformel angenommenen Idealisierungen besonders nahe, da wegen der schmalen Form die Wärmezuführung über den Thermometerhals besonders gering ist und langwellige Wärmestrahlung durch die doppelte verchromte Umhüllung gut abgehalten wird.

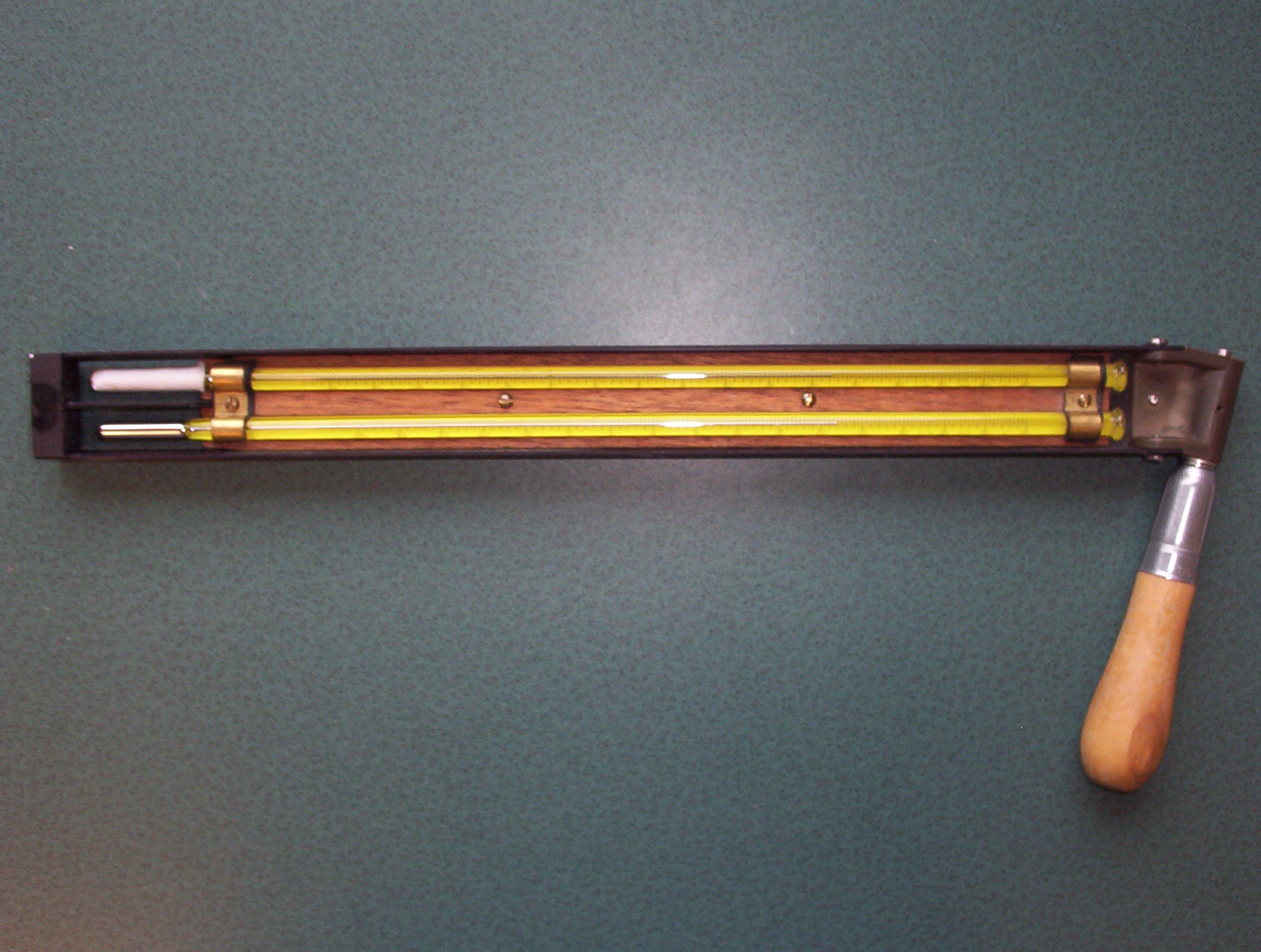
Schleuderpsychrometer

### Schleuderpsychrometer
Für den Einsatz im Gelände gibt es Schleuderpsychrometer, bei denen man die notwendige Ventilation erreicht, indem die miteinander verbundenen Thermometer an einer Schnur oder einem Handgriff herumgeschleudert werden.

## Bestimmung der relativen Feuchte in anderen Gasen
Prinzipiell kann die Psychrometermethode nach Aßmann auch zur Bestimmung der relativen Feuchte in anderen Gasen und Gasgemischen angewandt werden. Dabei muss jedoch berücksichtigt werden, dass sich die Psychrometerkonstante z. T. stark ändert.
Während Druck, Temperatur und die Verdampfungsenthalpie von Wasser für alle Gase gleichermaßen in die Konstante einfließen, müssen nun abweichende Molmassen (bzw. Atommassen bei Edelgasen) und die stoffspezifischen Wärmekapazitäten gezielt berücksichtigt werden.
Bei Gasgemischen können nun erhebliche Abweichungen gegenüber den Konstanten für Reingase auftreten.
Nachstehende Tabelle führt die berechneten Psychrometerkonstanten bei 1013 hPa, 20 °C und 50 %relF für einige willkürlich gewählte Gase und Gasgemische an:
| Gas (-gemisch*)                    | Konstante |
| ---------------------------------- | --------- |
| Schwefelhexafluorid (SF6)          | 0,384     |
| Neon                               | 0,477     |
| Argon                              | 0,484     |
| Helium (He)                        | 0,489     |
| Krypton                            | 0,505     |
| Xenon                              | 0,529     |
| Kohlenmonoxid (CO)                 | 0,667     |
| Luft                               | 0,668     |
| Stickstoff                         | 0,669     |
| Lungenfunktiongase (9% bis 19% He) | 0,67…0,98 |
| Sauerstoff                         | 0,673     |
| Stickstoffmonoxid                  | 0,685     |
| N2 + 10% CO2                       | 0,701     |
| Wasserstoff (H2)                   | 0,706     |
| Methan                             | 0,816     |
| Kohlendioxid (CO2)                 | 0,848     |
| Erdgas L                           | 0,852     |
| Ethan                              | 1,061     |
| Formiergas (90% N2 + 10% H2)       | 1,357     |
| Propan                             | 1,678     |
| SF6 + 10% He                       | 1,859     |
| n-Butan                            | 2,207     |
| SF6 + 10% H2                       | 4,509     |

[*] Zusammensetzung der Gasgemische in Mol% (=Stoffmengenanteil)